# Malkas
Malkas (en rus: Малкас) és un poble del krai de Krasnoiarsk, a Rússia, segons el cens del 2010 tenia 98 habitants. Pertany al districte municipal d'Àban.